# Hey America (álbum)
Hey America é o trigésimo quarto álbum de estúdio do músico americano James Brown. O álbum foi lançado em 1970 pela King Records.

## Faixas
| N.º | Título                                                    | Duração |  |
| 1.  | "Hey America"                                             | 3:36    |  |
| 2.  | "A Lonely Little Boy Around One Little Christmas Toy"     | 4:01    |  |
| 3.  | "Go Power At Christmas Time"                              | 3:11    |  |
| 4.  | "Christmas Is Love"                                       | 6:01    |  |
| 5.  | "Santa Claus Is Definitely Here to Stay"                  | 4:22    |  |
| 6.  | "My Rapp"                                                 | 6:01    |  |
| 7.  | "I'm Your Christmas Friend, Don't Be Hungry"              | 3:10    |  |
| 8.  | "Merry Christmas My Baby and a Very, Very Happy New Year" | 3:54    |  |